# Хольцдеппе, Рафаэль
Рафаэль Хольцдеппе (нем. Raphael Holzdeppe; род. 28 сентября 1989, Кайзерслаутерн) — немецкий прыгун с шестом, бронзовый призёр Олимпийских игр 2012 года.

## Биография
Родился в Кайзерслаутерне, его мать — выходец из Африки, отец — гражданин Германии. Был усыновлён немецкой семьёй. Проживает в Цвайбрюккене.

## Карьера
Выступает за клуб LAZ Zweibrücken. На юниорском чемпионате мира в 2006 году занял пятое место. Спустя два года завоевал золото. На Европейском юниорском чемпионате не пробился в финал, оставшись без результата в квалификации. В 2008 году прыгнул на 5,80, что является мировым юниорским рекордом.
В 2012 году на Олимпиаде в Лондоне завоевал бронзу с результатом 5,91, побив свой личный рекорд на 11 сантиметров. Серебро взял его соотечественник Бьёрн Отто, чемпионом стал француз Рено Лавиллени.